# Herman Van Loo
Herman Van Loo (Malines, 14 de gener de 1945) va ser un ciclista belga, que fou professional entre 1965 i 1970. Va combinar la carretera amb el ciclisme en pista.

## Palmarès en pista
- 1964
  -  Campió de Bèlgica en persecució

## Palmarès en ruta
- 1964
  - 1r a la Kattekoers